# 封姓
封姓在中国并不是一个常见的姓氏，但也是中国较为古老的姓氏之一。在《百家姓》中排第208位。

## 分布
河南封丘、河南南阳，河北平山，江西北部、湖南衡阳，蓝山、广东西北部、辽宁环渤海湾地区、江苏西部、福建泉州，重庆、四川、山东中部均有分布。

## 郡望
渤海郡

## 堂号
光裕堂 存耕堂 烟竹堂

## 延伸阅读
[在维基数据编辑]
 《百家姓》
 《欽定古今圖書集成·明倫彙編·氏族典·封姓部》，出自陈梦雷《古今圖書集成》